# Nino Delli
Nino Delli, all'anagrafe Antonio Delli Carri (Foggia, 14 febbraio 1940 – Foggia, 17 settembre 2019), è stato un cantautore e produttore discografico italiano.

## Biografia
Il suo vero nome era Antonio Delli Carri, primo di quattro figli, il papa’ Domenico e la mamma Jolanda. NINO DELLI emerge negli anni Sessanta come delicato interprete della tradizione, cimentandosi al tempo stesso nel repertorio contemporaneo e in lingua.
Presentato come la più romantica voce nuova di Napoli, Delli esordisce con la partecipazione alle trasmissioni di Sorella radio presentate da Corrado nel 1959 col brano "Passiuncella".La canzone del 1965 ‘O BRASILIANO di G.Palumbo-M. Giordano, verra’ riproposta nel 1979 durante una puntata di GULLIVER Capitale della nostalgia a Torino un programma televisivo della RAI 2 con la partecipazione di Mario Merola, Mario Abbate e Antonio Buonomo.
Nel 1966 canta M’HE ‘NCATENATO, di Nik Gaudel-Agatino Benigno, AL POLITEAMA di Napoli nella manifestazione CANZONI D’INVERNO programma televisivo di RAI 1, partecipano i cantanti Gino Paoli, Umberto Bindi, Equipe 84, Nico Fidenco, Betti Curtis, Nunzio Gallo, con la regia di Stefano Canzio. Un buon successo di vendite l’ottiene con ‘O Bidone di V. Cerbone-B. Marotta, canzone che parla in termini ironici di un travestito, MALERBA di A. Moxedano-A. Iglio incisa per diverse case discografiche.
Nel 1968 partecipa al FESTIVAL DI NAPOLI dove presenta in coppia con Pino Mauro la canzone NAPULE E’ TU, un brano di Compostella-Cioffi, a presentare è Mike Bongiorno e a dirigere l’orchestra il M° Enrico Buonafede, con un cast artistico di Sergio Bruni, Claudio Villa, Luciano e Giacomo Rondinella, Tony Astarita, Aurelio Fierro, Mirna Doris, Maria Paris, Mario Abbate, Mario Merola, Mario Trevi.
Con CARTA ‘E TRE uno dei suoi più grandi successi vendendo 650 mila copie di dischi a 45 giri. Fra le altre interpretazioni, SENZA ROSE, dell'autore Mario Nicolò del 1966, cantata a SPETTACOLO OVUNQUE, programma televisivo di RAI 2, presentato da Armando Francioli, al quale partecipano Little Tony, Nicola di Bari ed altri;
E LAMPADINE di Capaldo, un cavallo di battaglia dei suoi concerti in piazza; TU CA ME FAIE SUFFRI’ di Rocco-Schettino, presentata nella Piedigrotte e su RAI 2, nel programma NAPOLI CANZONE MIA, presentata da Nunzio Gallo. Mbraccio a tte voglio turnà di Chiarazzo-Landi-De Stefano e Perdizione di Chiarazzo–Matassa-De Stefano presentate all’UNCLA. LASSAMECE ACCUSSI di A. Moxedano-Clemente Santangelo, sigla televisiva degli OSPITI DI NINO DELLI, un programma coordinato dallo stesso artista, fra gli ospiti intervenuti, Patrizio, C. Zappulla, Enzo Di Domenico, Gigi Finizio, Tony Bruni, Mauro Caputo, Mario Merola, Nino Fiore, Gloriana, Gigione, Franco Ricciardi, Mario Trevi, Franco Moreno, Nino D’Angelo ed altri artisti.
Ha partecipato al programma di Paolo Conte su RAI 2 nella rubrica GENTE PER LA VIA con la canzone ’A LUCIANA.
Tutta la sua discografia è stata curata dai grandi maestri che rappresentano la Napoli di ieri e di oggi, Tonino Esposito, Eduardo Alfieri, Augusto Visco, Toni Iglio, Gianni Aterrano, Enrico Buonafede, Enzo Barile e Paolo Rescigno.
Nella sua lunga carriera ha inciso più di seicento canzoni napoletane, quattordici delle quali sono state incluse nella celebre «Antologia della canzone napoletana» della CGD, e altre 54 canzoni comprese nelle varie antologie della canzone napoletana (Zeus, Fonotil, Canaria e altre).
Fra i suoi numerosi album, che hanno una diffusione estera e nazionale, su musicassetta e cd, si ricordano:«I Festival di Napoli», «Le Piedigrotte», «Carosello Napoletano», «Lassammece accussì», «Prima di giudicare...ascoltami», «Canzoniere Napoletano», «Canzoni diGiacca e di Mala», «I Posteggiatori di Napoli», «Concerto Napoletano», «Folklore pugliese», e tredici CD intitolati a se stesso.
Recentemente ha inciso anche un album di canzoni italiane degli anni Trenta, Quaranta e Cinquanta <<30 anni di canzoni all'italiana», (1993).E inoltre: «Drink d'amore» (Mea Sound, 1992) e «Alcune tra le perle di Napoli vol.I» (Mea Sound, 1994).
Una grande tournee in Francia organizzata da Francois di radio Diva (Marsiglia) dove per l’occasione ha presentato il suo nuovo album Le perle di Napoli (1995) Nino delli con suo figlio Nino Jr. produceva e distribuiva dischi, cd e mc in tutta Italia, con l’etichetta discografica D.C.A. record che vanta una produzione di circa 240volumi, portando alla ribalta alcuni cantanti di successo come Enzo Caradonna, Lello Fiore, Vito Mariani, Sabino Rotunno, Michele e Lino Giorgio, Michele Dandria, Gianni Mele, Celestino e Tony Barletta, Mino D'Ambra, Daniele, Enzo di Napoli, Mimmo Rella e Manù, inoltre il fisarmonicista Aldo Maglietta e il pianista e trombettista Rinaldo Mastropasqua e i cabarettisti Pino Campagna, Antonello Ricci e i folcloristi pugliesi Michele Merla, Ciccillo ‘o tranese e altri artisti.
Nino delli è stato presente in tutto il mondo come turista e come interprete di bellissime melodie classiche partenopee, la cui grande richiesta lo ha portato ad incidere il cd “I POSTEGGIATORI DI NAPOLI”, creato appositamente per deliziare tutti i turisti stranieri, con il nome di "Nino Di Sorrento”.Tutti i suoi dishi e CD sono distribuiti dalle piu’grandi case discografiche EMI, RCA, CGD, ZEUS, PHONOTIPE record, MEA, PRESENCE, GULP, FONOTIL, KANARIA, DUCK record, SUNSET, HELLO record, ALPHAIR record, DCA, SORRISO, ALA record, SLINGER.
Con il suo gruppo gira per varie manifestazioni in Italia e all’estero: Clemente Santangelo, Rinaldo Mastropasqua, Aldo Maglietta, Paolo Rainone e Gennaro De Filippo.
Nino Delli, con la sua voce aggraziata e duttile, rappresentava uno dei più validi esempi di cantante di stampo tradizionale. Senza scendere a compromessi con la modernità del pop e del rock, ciò che ha caratterizzato tutti quegli artisti napoletani degli ultimi vent'anni, che hanno rinunciato a farsi portatori di una nobile tradizione, Delli ostentava con dignità un modo di cantare inevitabilmente destinato a fare da sfondo a una Napoli da cartolina, ma non per questo meno vera.
Nel Settembre del 2017 la figlia Iole presenta il suo libro Biografia edito da Mitico channel a cura di Biagio Porricelli Nino Delli si è fatto chiamare con altri nomi d’arte, imposti dalle case discografiche:
Mario Del Popolo,Nino Di Sorrento, Franco De Caro, Michele D’amico, Tony Delli Carri.

## Morte
È deceduto nel 2019 all'età di 79 anni.

## La D.C.A Record
È una casa discografica fondata da Nino Delli, situata nei pressi di Foggia; vari cantanti hanno dato alle stampe i loro dischi, tra i quali: Lello Fiore, Enzo Caradonna, Tony Capone, Celestino Pino Campagna, Enzo di Napoli, Antonello Ricci, Michele Giorgio , NINO DI CANIO

## Catalogo

### CD
| Numero di catalogo | Anno | Interprete  | Titoli                         |
| ------------------ | ---- | ----------- | ------------------------------ |
| Dca: 080           | 2004 | Lello Fiore | Le vostre richieste            |
| Dca: 041           | 2008 | Lello Fiore | Senza maschera                 |
| Dca: 003           | 1996 | Nino Delli  | Le mie canzoni oggi le ricanto |
|                    | 2011 | Tony Capone | A modo mio                     |

2007 
Nino Di Canio 
 Ragazzina Madre 
2008
 Nino Di Canio
 Chi Vale Arriva

## Discografia

### LP
- 1968: Malanapoli (1968)
- 1969: Sgarro alla Camorra (1969)
- 1970: Nino Delli - Album omonimo (1970)
- 1971: Nino Delli - Album omonimo (1971)
- 1972: Nino Delli - Album omonimo (1972)
- 1972: Passione 'e Mellunaro (1972)
- 1972: Prigiuniero 'e Guerra (1972/73)
- 1973: Malerba (1973)
- 1974: 'Mbraccio a tte (1974)
- 1974: Senza N'addio
- 1975: L'ultima sigaretta
- 1976: Lacreme e Cancelle
- 1976: Carta 'e tre
- 1977: Malanapoli vol.2
- 1977: Carta 'e tre
- 1977: Simme 'e Napule paisà
- 1978: Bellavista
- 1978: 'E figlie
- 1978: Madunnella Vol.7
- 1978: 'Na sera 'e Maggio Vol. 4
- 1978: Simme 'E Napule paisà
- 1978: Malerba Vol. 5
- 1978: Lassamece accussì
- 1979: Principessa
- 1981: Brinneso
- 1982: 'O schiaffo
- 1982: Fantasia
- 1983: Ciente appuntamente
- 1983: 'E fazzulettine
- 1984: In discoteca con Nino Delli
- 1984: Vint'anne
- 1986: Ammore amaro Vol.6
- 1987: Prima infanzia...Primo Amore
- 1988: Nino Delli Femmena Busciarda
- 1990: ..io Nino Delli

### Singoli
- 1959: Prumesse ca nun tornano 'a  - spina 'e 'na rosa
- 1963: Puveriello senz'ammore - buone figlio
- 1963: 'A volpe rossa - 'O vero amico
- 1964: 'E rrose sò pè tte - nun sò pregiudicato
- 1964: 'A frennesia - Munacelle fatecatore
- 1965: E tu t'arrange - Sposo felice
- 1965: Sposa busciarda - l'urdema 'nfamita'
- 1965: Ll'albero e capomonte - che chiagne a ffà?
- 1965: 'O figlio d''o peccato - core sfurtunate
- 1965: 'O brasiliano - lettera 'e na mamma
- 1965: Carta 'e tre - m'he'ncatenato
- 1966: Carta 'e tre - m'he'ncatenato
- 1966: 'O zampugnaro 'nnamurato - l'arte d''o sole
- 1966: Brava gente - chella d''e rrose
- 1966: Cunziglio 'e frate - È stata 'a gelusia
- 1966: Senza Rose - Si me scordo 'e te
- 1966: Catene 'e Surriento - Centenare 'e spine
- 1966: 'Mmasciata 'e gelusia - 'O sfreggio
- 1967: Dimme addo'staie - Suora maria
- 1967: Tu ca me faie suffrì - Cennere
- 1967: Pecundria - Cennere d'amore
- 1968: Palaziello 23
- 1968: Napule e tu!
- 1968: Catena 'e gelusia - Si comme 'o mare
- 1968: Invocazione ai S.Cosimo e Damiano - Invocazione a Maria
- 1969: Mare 'e vierno - Dint' 'o cunvento
- 1969: 'Ngalera pe tte! - 'O Sfrenato
- 1969: 'A femmena e' sapurita - Lettera 'e carcerato
- 1969: Pure ammore è carità - Studentiello 'e malavita
- 1969: Smaniusella - Tu si femmena 'e guaie
- 1969: Na voce d'o cielo - Figlio 'e carcerato
- 1969: N'ata vota - Lacrema e cancelle
- 1969: 17º Festival di Napoli - Nu peccatore
- 1969: 17º Festival di Napoli - Preghiera a 'na mamma
- 1969: Tarantella Foggiana - A partita e pallone
- 1970: Malaspina - Guaglione 'e Marciapiede
- 1970: Pentimento 'e carcerato - Lassame a poco a poco
- 1970: Guappo 'e mò - Nun tiene core
- 1970: Chitarra malinconica - Nun m'ha fa cchiù' 'ncuntrà
- 1970: Catena d'ammore - Nun pregà cchiù a madunnella
- 1970: Nun sò stato 'mbravo figlio - Senza mamma e senz'ammore
- 1970: Me sò pentito pe tte - Pupatella da sanità
- 1970: 'O arrobbafemmene - Guaglione dò vico
- 1970: 'Na malasera 'e vierno - M'aggia scurdà 'e te
- 1970: Si comme 'a giuda - Lucianella 'ncatenacore

### Musicassette
- Nino Delli (1970)
- Napoli sentimentale (1970)
- Mala Napoli (1971)
- Nino Delli (1971)
- Si me scordo 'e te (1972)
- Guappo Songh'io (1972) Con Mario Merola e Enzo De simone
- Lacreme e Cancelle (1972)
- Malerba Nino Delli (1973)
- Madonna d''o Mare (1973)
- Prigiuniero 'e guerra (1974)
- Nino Delli (Omonimo) (1974)
- Senza n'addio (1975)
- Passione 'e Mellunare (1975)
- 'Mbraccio a tte (1975)
- L'ultima sigaretta (1976)
- Simme 'e Napule paisà (1976)
- Lassammece Accussì (1977)
- Ammore Amaro (1978)
- Madunnella Vol.7 (1978)
- Malerba Vol.5 (1978)
- 'Na sera 'e Maggio Vol.4 (1978)
- Carta 'e tre Vol.1 (1978)
- Bellavista (1978)
- Principessa (1979)
- 'A Malavita Vol.3 (1979) con Maio Merola, Antonio Bonomo, Gino Morelli ecc.
- 'A Malavita Vol.4 (1979) con Maio Merola, Antonio Bonomo, Gino Morelli ecc.
- Fantasia (1981)
- Brinneso (1981)
- Vint'anne (1982)
- Ciente appuntamente (1982)
- 'O Schiaffo (Aniello 'a Fede) (1982)
- In Discoteca con Nino Delli (1983)
- 'E Fazzulettine (1983)
- 'O Blitz (1984)
- Intimità con Mario Longo (1983)
- Nino Delli con Guido Piancone (1986)
- Prima infanzia...Primo Amore (1987)
- Drink D'amore (Medley) (1990)
- LL'arte d'o sole (1990)
- Nino Delli Omonimo (1990)
- 30 anni di canzoni All'Italiana Anni 30-40-50 (1992)
- Drink D'amore Vol.2 (1992)
- Super Puglia (Omaggio alla mia Terra) (1993)
- 30 anni di canzoni All'Italiana Anni 30-40-50 Vol.2 (1993)
- Canzoni All'Italiana (1994)
- io...Nino Delli (1994)
- Nino + Nino = Delli (1996)
- Prima di giudicare...Ascoltami (1997)
- I Posteggiatori cantano e suonano Napoli (1997)
- 'O Marenaro (1998)
- Le cantiamo per voi con Enzo di Napoli (1998)
- Le mie canzoni...Oggi le ricanto così (1998)
- Amori e storie di Napoli (2000)
- Le Canzoni di Ottavio De Stefano (2000)
- Padre Pio (2001)

### Cd
- Canzoniere Napoletano
- Napoli in musica (1994)
- Napoli allegra e sentimentale (1995)
- Drink d'amore
- Nu poco 'e Napule (1996)
- 30 anni di canzoni all'italiana anni 30-40-50 (2006)
- Alcune tra le perle di Napoli (1994)
- Le canzoni di giacca e di mala
- Le Piedigrotte dal 1929 al 1950
- La bella Napoli dal 1904 al 1945 (1996)
- I festival di Napoli  (1994)
- Folk Pugliese
- Antologie della canzone napoletana
- I posteggiatori (cantano e suonano a Napoli)
- Il mio amore per Napoli
- Amori e storie di Napoli
- Padre Pio
- La canzone italiana degli anni '50
- Antologia della Canzone Napoletana Vol. 6
- Antologia della Canzone Napoletana Vol. 7
- Napoli in concerto
- Drink d'amore 2
- Nino + Nino = Delli
- Nino Delli canta Mario Merola (2006)
- Folk Pugliese 2ª edizione (2008)
- Italian folk (2009)
- Palcoscenico (2009)
- Trasmette Napoli (2009)
- Italian compilation 16/25 (2014)
- Nino Delli canta Mario Merola Vol. 2 (2010)
- Nino Delli anni '60 (medley) (2018)

## Libri
- Biografia (2017)